# Пајн Бич (Њу Џерзи)
Пајн Бич (енгл. Pine Beach) град је у америчкој савезној држави Њу Џерзи.

## Демографија
По попису из 2010. године број становника је 2.127, што је 177 (9,1%) становника више него 2000. године.
| Група             | 2000.         | 2010.         |
| Белци             | 1.882 (96,5%) | 1.995 (93,8%) |
| Афроамериканци    | 5 (0,3%)      | 8 (0,4%)      |
| Азијати           | 12 (0,6%)     | 30 (1,4%)     |
| Хиспаноамериканци | 46 (2,4%)     | 79 (3,7%)     |
| Укупно            | 1.950         | 2.127         |